# Mount Ray
Mount Ray ist ein 3905 m hoher Berg in der antarktischen Ross Dependency. Er ragt 2,5 km südöstlich des Mount Fisher in den Prince Olav Mountains auf.
Das Advisory Committee on Antarctic Names benannte ihn 1966 nach dem US-amerikanischen Zoologen Carleton Ray (1928–2024), der in drei Kampagnen zwischen 1963 und 1966 auf der McMurdo-Station tätig war.